# Mireya Soriano
Mireya Soriano (Montevideo, 12 de noviembre de 1948) es una escritora uruguaya, que adoptó la nacionalidad argentina. Ha publicado varios libros, y sus cuentos figuran en varias antologías. Ha recibido varios premios y distinciones.

## Biografía
Mireya Soriano Lagarmilla (1948), nació en Montevideo, pero adoptó la nacionalidad argentina por derecho paterno. Su padre, fue el compositor argentino Alberto Soriano Thebas (1915-1981) y su madre, la profesora uruguaya Martha Lagarmilla Baroffio, (1923-2002).
Nació y creció en Montevideo, en la casa solariega de su familia materna. Esa finca, que data de 1887, ha sido declarada Monumento Histórico Nacional, en razón a que se conserva casi inalterada hasta en gran parte de su mobiliario y a que, desde sus orígenes, fue visitada por personalidades de la época, en particular artistas que participaban de peñas literarias y musicales. Es así que la infancia de Mireya transcurre en un ambiente artístico totalmente integrado a la vida cotidiana, ya que era normal que desde temprana edad en su casa se celebrasen veladas en que se hacía música y poesía o se conversaba sobre plástica. Conoció desde pequeña a músicos como Eduardo Fabini, Luis Cluzeau Mortet, Heitor Villa-Lobos, Camargo Guarnieri, Alberto Ginastera, Héctor Tosar, René Marino Rivero, Abel Carlevaro, Nibia Mariño y también figuras del mundo literario como Francisco Espínola, Javier Abril y Jorge Amado.
Pese a esa vinculación con el ambiente artístico, Mireya emprende y completa estudios de ingeniería y trabaja hasta la fecha como ingeniera civil, profesión que la ha llevado a diferentes países. No obstante ello, desde muy niña evidenció una particular inclinación por las letras, por lo que ha desarrollado en forma paralela una carrera literaria.

## Libros publicados
- 1998, No hay tiempo para más. Editorial Arca. (ISBN 9974 40 638-2).
- 1988, Cuatro Cuentistas Cuentan. Editorial TAE (libro colectivo).
- 2002, La Rosa de los Cuentos. Editorial El Galeón.  (ISBN 9974 553 40-7).
- 2010, Así en la tierra como en el cielo. Charlas con un sacerdote jesuita. Editorial Rumbo. (ISBN 978 9974 8258-2-6).
- 2012, Desde el silencio, con Eduardo Strauch. Editorial Random House Mondadori (ISBN 978 9974-701-23-6).
- 2014, Deja que llore el mar. Editorial Planeta. (ISBN 978 9974 70086-4).
- 2017, El cielo de la lechuza. Editorial Carpe Noctem. (ISBN 978-84-945807-2-7).
- 2021, Andante. Los pasos de un músico. Vida y obra de A. Soriano. Editorial Milenio. (ISBN 978-84-9743-935-0).

## Antologías
Sus cuentos figuran en las siguientes antologías:
- Los diez cuentos de la Décima, Cámara Uruguaya del Libro (10.ª Feria Internacional del Libro, 1987).
- Antología de Cuentos y Poesía Universitaria (1987).
- Muestra de narrativa uruguaya. Editorial Melibea (1999).
- Cuentos de Agua: una antología de relatos. Laberinto de las Artes, España (2008).
- Cuentos de Agua. Fundación AGBAR, Barcelona. (2005).

## Premios obtenidos
- Ganadora del Certamen de Cuento Breve, diario El País, (Uruguay) (1974)
- Mención Honrosa en el Concurso Laboral Iberoamericano de Cuento y Poesía de Valparaíso, (Chile) (1984)
- Plaqueta y Diploma de Honor en el Certamen Latinoamericano de Prosa, organizado por la Fundación Givré (Argentina) (1985).
- Concurso Cámara Uruguaya del Libro- Publica en Antología: “Los diez cuentos de la Décima”, (1987).
- Primer Premio Concurso Antología de Cuentos y Poesía Universitaria.
- Mención Certamen Junta Departamental de Maldonado, (1988).
- Primer Premio Compartido- Concurso Editorial TAE.(1988)
- Mención de Honor, concurso literario revista “Punto de Encuentro”, (1992),
- Tercer premio Concurso literario Agrupación Universitaria del Uruguay, (1996)
- Concurso de Cuentos Fundación Banco de Boston. Integra Antología con selección de premiados, (1998).
- Mención en el Premio Anual de Literatura del Ministerio de Educación y Cultura, (MEC) de Uruguay en categoría obra edita con la novela “No hay tiempo para más”, (1999).,
- Primer premio en XVII Concurso Literario “Melvin Jones” organizado por la Asociación Internacional de Clubes de Leones, (2001).,
- Mención en categoría obra edita en concurso del MEC con “La Rosa de los Cuentos”, (2002).
- Primer Premio “II Concurso de Cuentos de Agua”  Fundación AGBAR (Barcelona, España). (2005).
- Primer Premio Concurso Rimbaud de poesía organizado por la Alianza Francesa de Montevideo. (2005)
- Premio en concurso “Cuentos de Agua” de la Expo Zaragoza (2008).
- Premio Morosoli de plata en categoría narrativa, a méritos, trayectoria y aporte a la cultura uruguaya.[8]